# Obergefell v. Hodges
Obergefell v. Hodges (26 juni 2015, nr. 14-556) is een op 26 juni 2015 door het Hooggerechtshof van de Verenigde Staten gewezen arrest, dat toeziet op het recht om te trouwen van koppels van hetzelfde geslacht in de Verenigde Staten. De rechtszaak werd aangespannen door James Obergefell en anderen tegen de betreffende staatsagentschappen van Ohio, Michigan, Kentucky en Tennessee en leidde ertoe dat in alle staten van de VS het huwelijk ook voor koppels van mensen met hetzelfde geslacht legaal werd opengesteld. De zaak Obergefell v. Hodges was dan ook een mijlpaal voor gelijke rechten voor homoseksuele koppels in de Verenigde Staten.

## Achtergrond
De verzoekers waren veertien koppels van hetzelfde geslacht en twee mannen wier partner reeds was overleden. Ze beargumenteerden dat het statuut van de betreffende staten in strijd is met de Clausule Gelijke Behandeling en Clausule Eerlijk Proces van het Veertiende amendement van de grondwet van de Verenigde Staten (Amendement XIV). Een deel van de verzoekers stelde ook dat deze in strijd is met de Civil Rights Act van 1866.
In alle zaken werden de verzoekers in lagere rechtbanken in het gelijk gesteld, maar het Hof van Beroep van het 6e circuit draaide deze uitspraken terug. Het Hof van Beroep oordeelde dat het recht op gelijke behandeling en gelijk proces volgens Amendement XIV niet werd geschonden. Dit betekende dat het verbod op het huwelijk van mensen van hetzelfde geslacht in Ohio, Michigan, Kentucky en Tennessee gehandhaafd bleef en dat huwelijken van mensen van hetzelfde geslacht gesloten in andere jurisdicties er geen erkenning kregen.

## Arrest
Op 26 juni 2015 werd geoordeeld dat op grond van Amendement XIV de dertien overgebleven staten verplicht waren om huwelijken tussen twee personen van hetzelfde geslacht te erkennen. Ook moesten de staten huwelijken gesloten in andere jurisdicties op eigen grondgebied erkennen. De verzoekers werden in het gelijk gesteld door een meerderheid van vijf tegen vier rechters.
Meerderheidsstandpunt: Anthony Kennedy
Instemmend:
- Ruth Bader Ginsburg
- Stephen Breyer
- Sonia Sotomayor
- Elena Kagan

Minderheidsstandpunt:
Niet instemmend:
- Antonin Scalia
- Clarence Thomas
- Samuel Alito
- John Roberts

Rechter Kennedy presenteerde het standpunt van de 5-4-meerderheid.
In het arrest van de instemmende rechters werd aangehaald dat het recht om te trouwen een fundamentele vrijheid is, dat voor zowel koppels van mensen met een gelijk geslacht als koppels van mensen met een verschillend geslacht gegarandeerd moet worden onder de Clausule Gelijke Behandeling en Clausule Eerlijk Proces van Amendement XIV. De rechters noemden vier redenen waarom het fundamentele recht om te trouwen op koppels van mensen met hetzelfde geslacht van toepassing moest zijn. Ze noemden allereerst dat het recht tot keuze voor het huwelijk inherent is aan de zelfbeschikking van het individu. Ten tweede dat het recht om te trouwen fundamenteel is, omdat het een band tussen twee personen ondersteunt die van groot belang is voor toegewijde individuen – een principe dat ook van toepassing is op koppels van mensen van hetzelfde geslacht. Ten derde dat het fundamentele recht om te trouwen kinderen en families veiligstelt en dus van belang is voor verwante rechten als het opvoeden van kinderen, voortplanting en educatie. Omdat koppels van mensen met hetzelfde geslacht ook kinderen kunnen hebben en families vormen, verdienen ze dezelfde bescherming; alhoewel voortplanting nooit een voorwaarde was voor het recht om te trouwen in de Verenigde Staten. Tenslotte stelden ze dat het huwelijk een hoeksteen van de samenleving is en er wat dat betreft de seksuele voorkeur van een koppel er niet toe doet. Koppels waarin partners van hetzelfde geslacht zijn verbieden te trouwen staat op gespannen voet met de samenleving, er worden daardoor vele sociale voorzieningen ontzegd en de stabiliteit van relaties komt onder druk te staan.
Het Hooggerechtshof beklemtoonde ook dat Amendement I de rechten van religieuze organisaties garandeert waardoor zij zich vast kunnen blijven houden aan hun principes. Het geeft Amerikaanse staten echter geen toestemming om personen met hetzelfde geslacht het recht om te trouwen te ontzeggen, om dezelfde reden dat ze dit niet kunnen doen tegen personen van een verschillend geslacht.

## Gevolgen van het arrest
Voorafgaand aan de uitspraak van 26 juni 2015 werd het huwelijk van mensen van hetzelfde geslacht erkend in 37 staten, Washington D.C. en het niet-onafhankelijke territorium Guam. Als gevolg van Obergefell v. Hodges konden koppels van het gelijke geslacht ook trouwen in de dertien overgebleven staten van de VS. Daarnaast werd het huwelijk van mensen van hetzelfde geslacht ingevoerd op meerdere niet-onafhankelijke territoria van de Verenigde Staten, namelijk de Noordelijke Marianen op 29 juni 2015, de Amerikaanse Maagdeneilanden op 9 juli 2015 en Puerto Rico op 13 juli 2015.

## Afbeeldingen

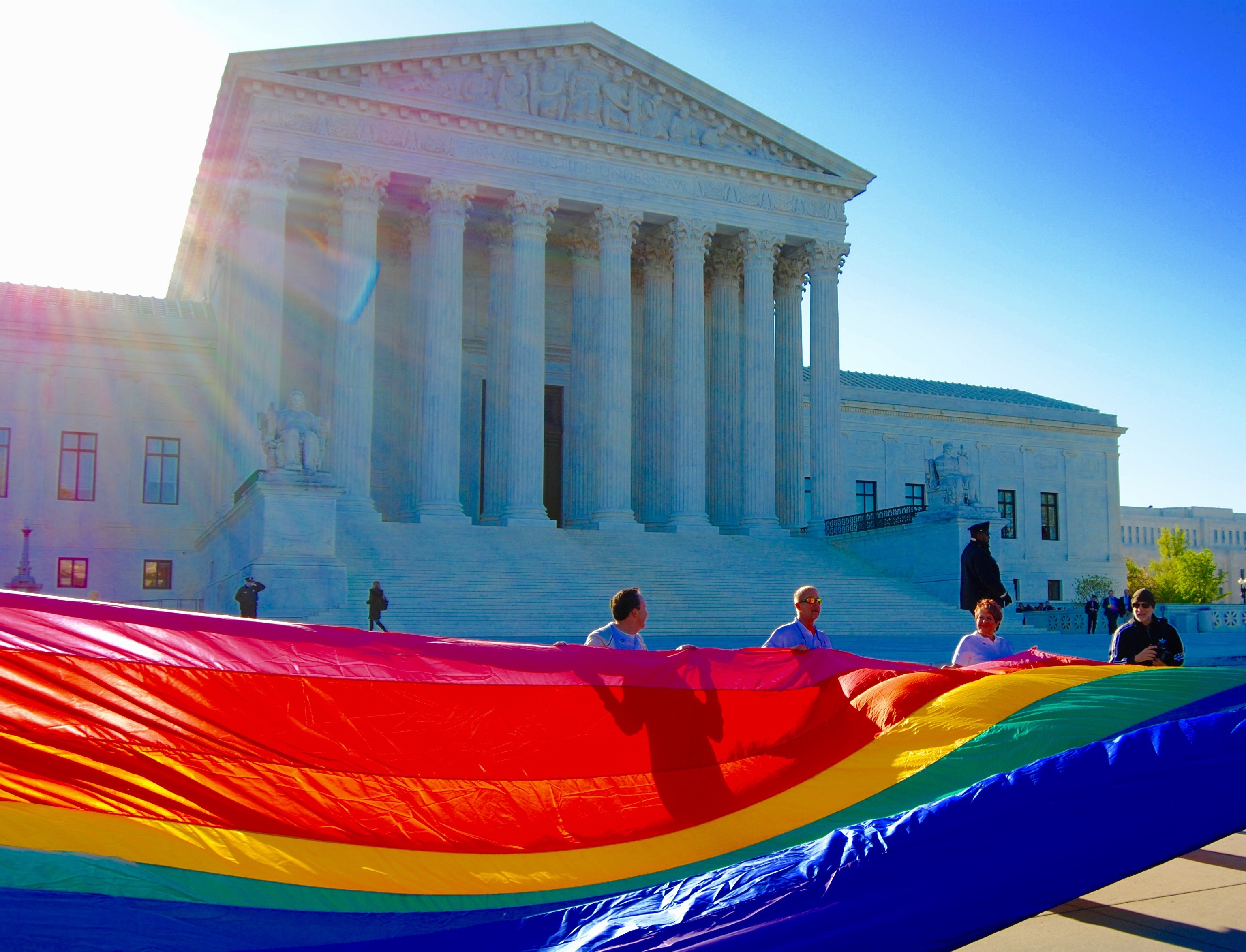
Demonstratie voorafgaand aan de uitspraak.
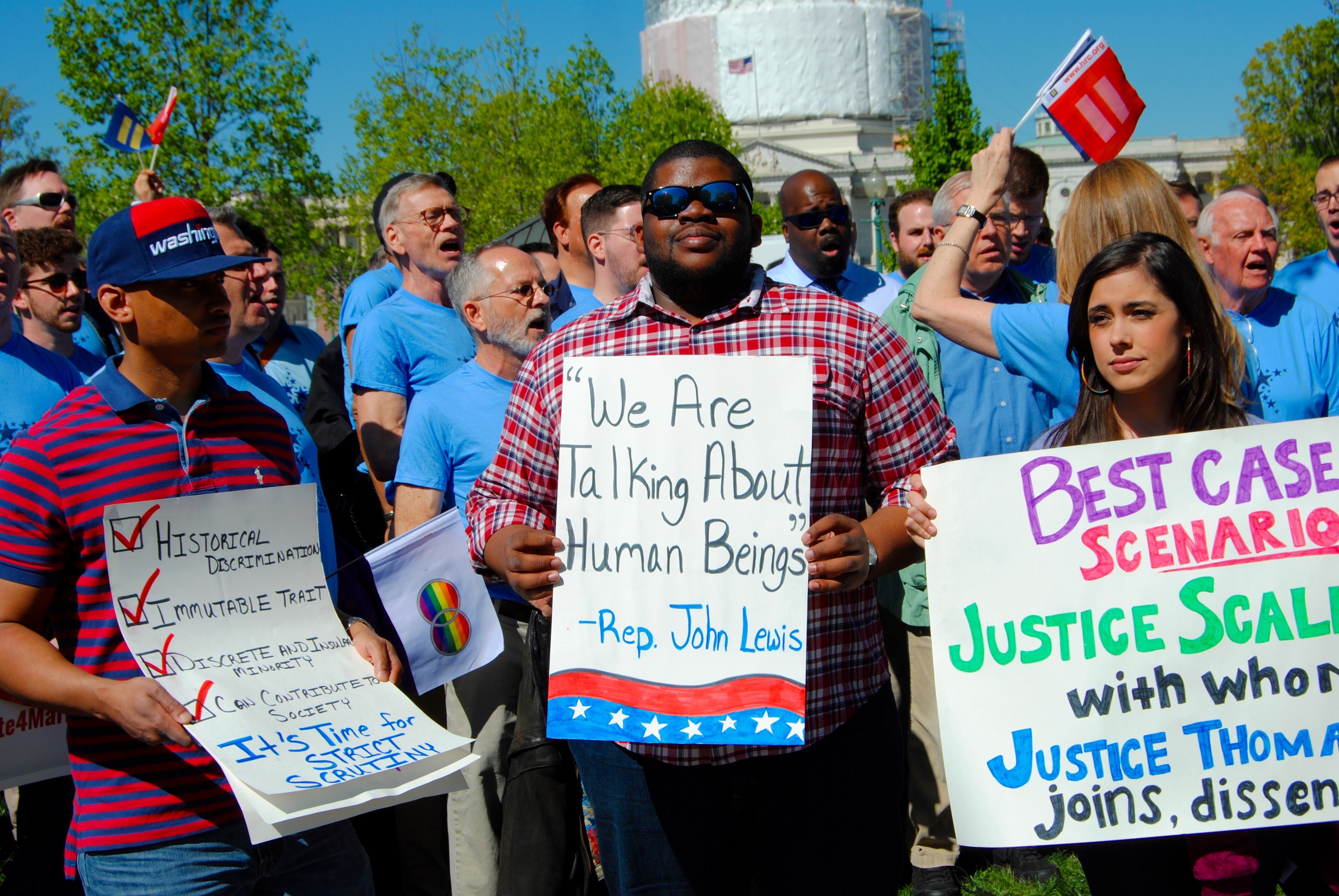
Demonstratie voorafgaand aan de uitspraak.
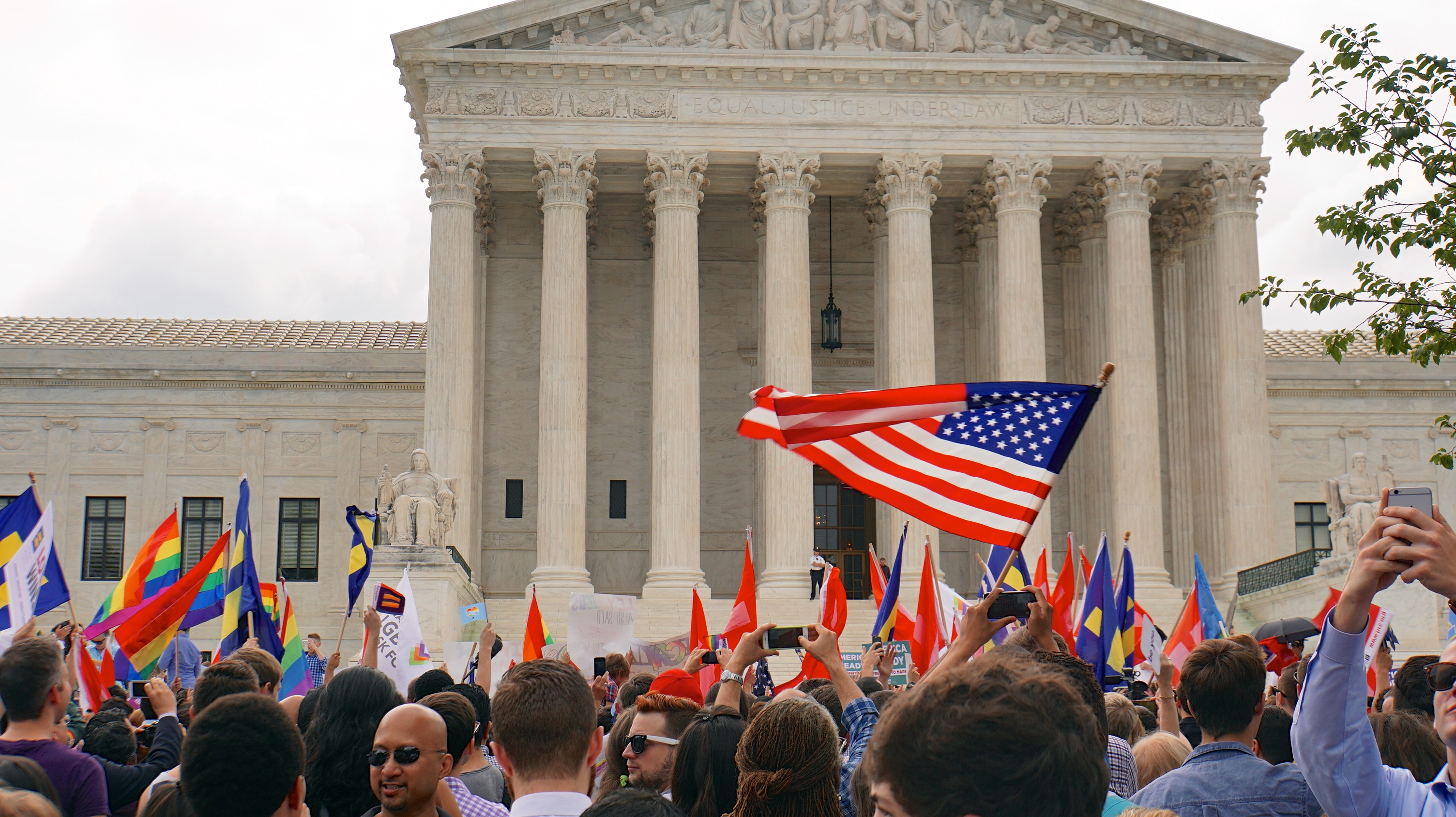
Demonstratie op de dag van de uitspraak (26 juni 2015).
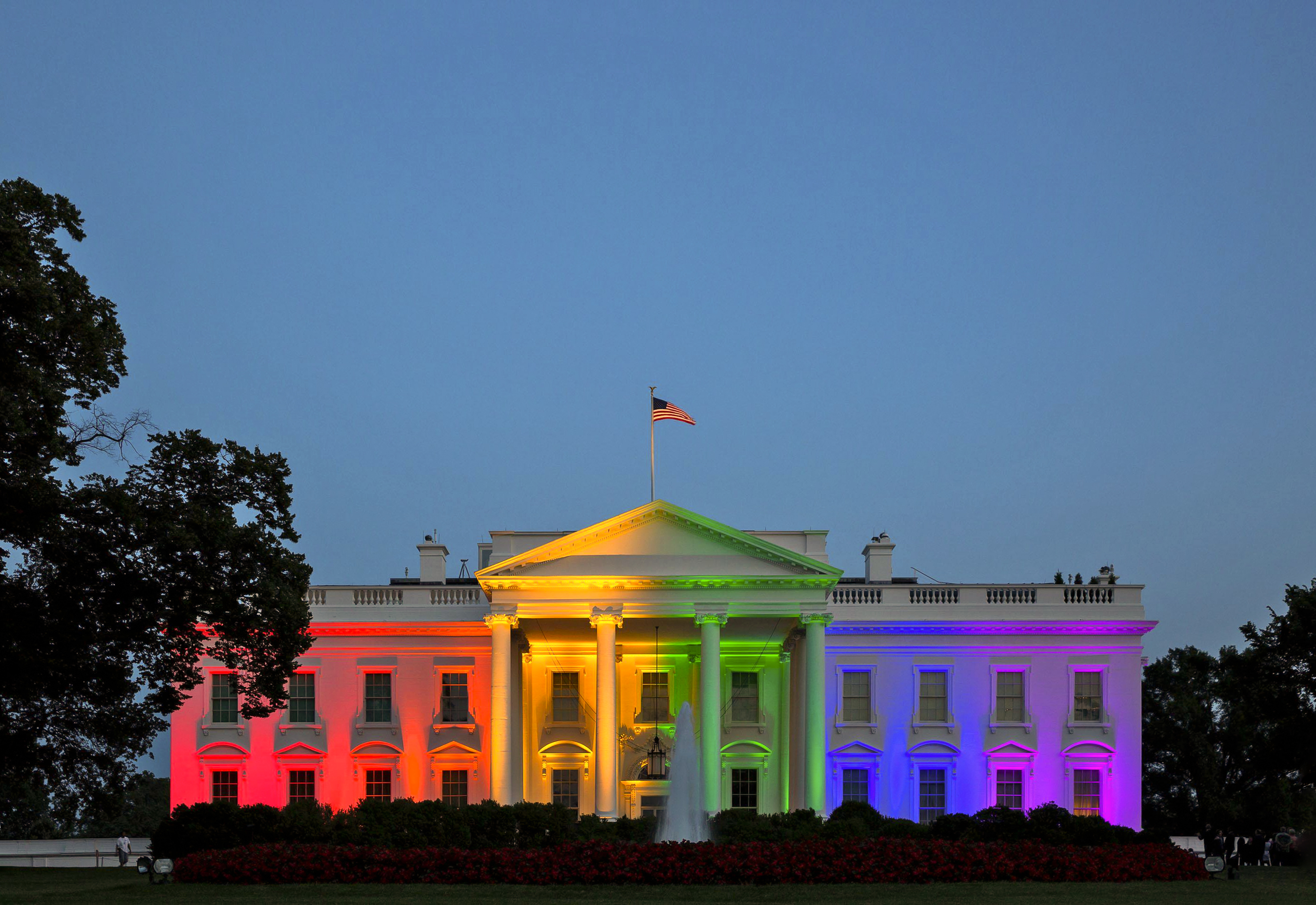
Het Witte Huis licht op in regenboogkleuren als gevolg van de uitspraak van het Hooggerechtshof (26 juni 2015).